# Jared Anderson
Jared Anderson (Covington, 28 dicembre 1974 – 14 ottobre 2006) è stato un bassista statunitense di genere death metal/brutal death metal..
Fondò la sua prima band (Internecine) nel 1997 all'età di 22 anni. Nel 1999, assieme ad Erik Rutan, fondò una seconda band, gli Hate Eternal, con i quali compose e registrò 2 album. Tra il 2001 e il 2002 fece parte dei Morbid Angel come bassista e cantante nei live show. Nel 2003 interruppe la sua carriera artistica per uscire dalla tossicodipendenza.
Morì nel 2006, all'età di 31 anni durante il sonno; la causa della morte non è stata resa nota.
Nel 2008 gli Hate Eternal hanno pubblicato il loro quarto album in studio Fury & Flames dedicato alla sua memoria.

## Discografia
- 1999 - Hate Eternal - Conquering the Throne (basso, voce)
- 2001 - Internecine - The Book of Lambs (basso, chitarre, voce)
- 2002 - Hate Eternal - King of All Kings (basso, voce)